# St. Petersburg Ladies Trophy 2016
Il St. Petersburg Ladies Trophy 2016 è stato un torneo femminile di tennis giocato su cemento indoor. È stata la 7ª edizione del St. Petersburg Ladies Trophy, la prima della categoria Premier nell'ambito del WTA Tour 2016. Il torneo si è giocato alla Sibur Arena di San Pietroburgo, dall'8 al 14 febbraio 2016.

## Partecipanti

### Teste di serie
| Nazionalità | Giocatrice                | Ranking* | Testa di serie |
| ----------- | ------------------------- | -------- | -------------- |
| Svizzera    | Belinda Bencic            | 11       | 1              |
| Italia      | Roberta Vinci             | 16       | 2              |
| Danimarca   | Caroline Wozniacki        | 18       | 3              |
| Serbia      | Ana Ivanović              | 20       | 4              |
| Russia      | Anastasija Pavljučenkova  | 26       | 5              |
| Slovacchia  | Anna Karolína Schmiedlová | 29       | 6              |
| Francia     | Kristina Mladenovic       | 30       | 7              |
| Francia     | Alizé Cornet              | 36       | 8              |
| Romania     | Monica Niculescu          | 37       | 9              |

* Le teste di serie sono basate sul ranking al 1º febbraio 2016

### Altre partecipanti
Le seguenti giocatrici hanno ricevuto una wild card per il tabellone principale:
- Elena Vesnina
- Natalia Vikhlyantseva
- Caroline Wozniacki

Le seguenti giocatrici sono passate dalle qualificazioni:

- Klára Koukalová
- Kateryna Kozlova
- Tamira Paszek
- Kateřina Siniaková

Le seguenti giocatrici hanno avuto accesso al tabellone principale come lucky loser:
- Laura Siegemund
- Patricia Maria Țig

## Campionesse

### Singolare
Roberta Vinci ha battuto in finale  Belinda Bencic con il punteggio di 6-4, 6-3.
- È il decimo titolo in carriera per la Vinci, primo titolo della stagione.

### Doppio
Martina Hingis /  Sania Mirza hanno battuto in finale  Vera Duševina /  Barbora Krejčíková con il punteggio di 6-3, 6-1.

## Punti
| Torneo    | V   | F   | SF  | QF  | 2T | 1T   | Q    | Q3   | Q2   | Q1   |
| Singolare | 470 | 305 | 185 | 100 | 55 | 1    | 25   | 18   | 13   | 1    |
| Doppio    | 470 | 305 | 185 | 100 | 1  | N.D. | N.D. | N.D. | N.D. | N.D. |

## Montepremi
| Torneo    | V         | F        | SF       | QF       | 2T       | 1T     | Q3     | Q2     | Q1    |
| Singolare | 128 450 $ | 68 585 $ | 36 635 $ | 19 690 $ | 10 560 $ | 6700 $ | 3010 $ | 1600 $ | 890 $ |
| Doppio    | 40 170 $  | 21 465 $ | 11 730 $ | 5965 $   | 3240 $   | N.D.   | N.D.   | N.D.   | N.D.  |